# Andungsari (Tiris)
Andungsari is een bestuurslaag in het regentschap Probolinggo van de provincie Oost-Java, Indonesië. Andungsari telt 2619 inwoners (volkstelling 2010).